# ایوان تابنفلد
ایوان تابنفیلد (انگلیسی: Evan Taubenfeld؛ زادهٔ ۲۷ ژوئن ۱۹۸۳) خواننده، موسیقی‌دان و تهیه‌کننده اهل ایالات متحده آمریکا است. وی از سال ۲۰۰۲ میلادی تاکنون مشغول فعالیت بوده است.